# Katanda (territoire)
Le territoire de Katanda est une entité déconcentrée de la province du Kasaï-Oriental en république démocratique du Congo.

## Commune
Le territoire compte une commune rurale de moins de 80 000 électeurs.
- Katanda, (7 conseillers municipaux)

## Secteurs
Il est divisé en 4 secteurs : Baluba-Lubilanji, Bena Tshitolo, Mutuayi, Nsangu.